# Sialis
Genre
Sialis est un genre d'insectes de l'ordre des mégaloptères. La larve est aquatique et l'adulte est aérien.

## Caractéristiques
L'adulte a des ailes munies de grandes cellules formant un réseau et le bord supérieur des ailes antérieures est constitué de cellules quasi carrées. La particularité des sialis est qu'elles possèdent moins de quinze cellules carrées alors que les autres mégaloptères en possèdent davantage. Les nervures des ailes sont saillantes.
La larve possède sur l'abdomen 7 paires de branchies frangées de soies. Au bout de l'abdomen, elle a un prolongement également pourvu de soies.

## Écologie et comportement

### Alimentation
La larve est prédatrice.

### Reproduction
Le cycle de vie des sialis dure de deux à trois ans et se compose de dix stades larvaires. La larve se nymphose dans le sol, sans cocon.

## Habitat et répartition
La larve vit dans l'eau douce et l'adulte, ailé, est aérien. Le genre Sialis est le seul genre de mégaloptères en Europe.

## Espèces européennes
- Sialis abchasica Vshivkova 1985
- Sialis dorochovae Vshivkova 1985
- Sialis fuliginosa Pictet 1836
- Sialis gonzalezi Vshivkova 1985
- Sialis klingstedti Vshivkova 1985
- Sialis lutaria (Linnaeus 1758) - Sialis de la vase
- Sialis morio Klingstedt 1932
- Sialis nigripes Pictet 1865
- Sialis sibirica McLachlan 1872
- Sialis sordida Klingstedt 1932

## Autres espèces
- Sialis yamatoensis Fumio Hayashi (d) et Shin‐ichi Suda (d)[2]
- Sialis japonica Herman Willem van der Weele (en)[3]